# Arteria meningea posteriore
L'arteria meningea posteriore rappresenta il ramo terminale dell'arteria faringea ascendente. Questa passa nel foro giugulare insieme alla porzione postero-laterale della vena giugulare, al nervo vago e accessorio.